# Liste der Nummer-eins-Hits in den britischen Charts (1966)
Dies ist eine Liste der Nummer-eins-Hits in den britischen Charts im Jahr 1966. Sie basiert auf den Official Singles Chart Top 50 und den Albums Chart Top 30, die vom Chart Information Network ermittelt wurden. Es gab in diesem Jahr 21 Nummer-eins-Singles und 4 Nummer-eins-Alben.

## Singles
| ← 1965 ← | Liste der Nummer-eins-Hits in den britischen Charts | Liste der Nummer-eins-Hits in den britischen Charts | Liste der Nummer-eins-Hits in den britischen Charts                                                                                               | 1967 →                    |
| \| Zeitraum \| Wo. ges. \| Interpret \| Titel Autor(en) \| Zusätzliche Informationen \| \| (Zeitraum, Wochen auf Platz eins, Interpret, Titel, Autor[en], zusätzliche Informationen) \| \| \| \| \| \| ----------------------------------------------------------------------------------------- \| -------- \| ---------------------------------- \| ------------------------------------------------------------------------------------------------------------------------------------------------- \| ------------------------- \| \| 10. Dezember 1965 – 13. Januar 1966 5 Wochen \| 5 \| The Beatles \| Day Tripper / We Can Work It Out John Winston Lennon, Paul James McCartney \| – \| \| 14. Januar 1966 – 20. Januar 1966 1 Woche \| 1 \| The Spencer Davis Group \| Keep On Running Wilfred Gerald Edwards \| – \| \| 21. Januar 1966 – 10. Februar 1966 3 Wochen \| 3 \| The Overlanders \| Michelle John Winston Lennon, Paul James McCartney \| – \| \| 11. Februar 1966 – 10. März 1966 4 Wochen \| 4 \| Nancy Sinatra \| These Boots Are Made for Walkin’ Lee Hazlewood \| – \| \| 11. März 1966 – 7. April 1966 4 Wochen \| 4 \| The Walker Brothers \| The Sun Ain’t Gonna Shine Anymore Bob Crewe, Bob Gaudio \| – \| \| 8. April 1966 – 21. April 1966 2 Wochen \| 2 \| The Spencer Davis Group \| Somebody Help Me Wilfred Gerald Edwards \| – \| \| 22. April 1966 – 28. April 1966 1 Woche \| 1 \| Dusty Springfield \| You Don’t Have to Say You Love Me Musik: Pino Donaggio; Originaltext: Vito Pallavicini; englischer Text: Simon Napier-Bell, Vicki Heather Wickham \| – \| \| 29. April 1966 – 19. Mai 1966 3 Wochen \| 3 \| Manfred Mann \| Pretty Flamingo Mark Barkan \| – \| \| 20. Mai 1966 – 26. Mai 1966 1 Woche \| 1 \| The Rolling Stones \| Paint It Black Mick Jagger, Keith Richards \| – \| \| 27. Mai 1966 – 16. Juni 1966 3 Wochen \| 3 \| Frank Sinatra \| Strangers in the Night Musik: Bert Kaempfert; Text: Charles Singleton, Eddie Snyder \| – \| \| 17. Juni 1966 – 30. Juni 1966 2 Wochen \| 2 \| The Beatles \| Paperback Writer John Winston Lennon, Paul James McCartney \| – \| \| 1. Juli 1966 – 14. Juli 1966 2 Wochen \| 2 \| The Kinks \| Sunny Afternoon Raymond Douglas Davies \| – \| \| 15. Juli 1966 – 21. Juli 1966 1 Woche \| 1 \| Georgie Fame & the Blue Flames \| Getaway Clive Powell \| – \| \| 22. Juli 1966 – 28. Juli 1966 1 Woche \| 1 \| Chris Farlowe and the Thunderbirds \| Out of Time Mick Jagger, Keith Richards \| – \| \| 29. Juli 1966 – 11. August 1966 2 Wochen \| 2 \| The Troggs \| With a Girl Like You Reg Presley \| – \| \| 12. August 1966 – 8. September 1966 4 Wochen \| 4 \| The Beatles \| Yellow Submarine / Eleanor Rigby George Harrison / John Winston Lennon, Paul James McCartney \| – \| \| 9. September 1966 – 15. September 1966 1 Woche \| 1 \| Small Faces \| All or Nothing Steve Marriott, Ronald Lane \| – \| \| 16. September 1966 – 20. Oktober 1966 5 Wochen \| 5 \| Jim Reeves \| Distant Drums Cindy Walker \| – \| \| 21. Oktober 1966 – 10. November 1966 3 Wochen \| 3 \| The Four Tops \| Reach Out I’ll Be There Brian Holland, Lamont Herbert Dozier, Eddie Holland \| – \| \| 11. November 1966 – 24. November 1966 2 Wochen \| 2 \| The Beach Boys \| Good Vibrations Brian Wilson, Mike E. Love \| – \| \| 25. November 1966 – 12. Januar 1967 7 Wochen \| 7 \| Tom Jones \| Green, Green Grass of Home Curly Putman \| – \| |                                                     |                                                     | |                           |
| ← 1965 |                                                     |                                                     | | → 1967 →                  |
| Zeitraum | Wo. ges.                                            | Interpret                                           | Titel Autor(en) | Zusätzliche Informationen |
| (Zeitraum, Wochen auf Platz eins, Interpret, Titel, Autor[en], zusätzliche Informationen) |                                                     |                                                     | |                           |
| 10. Dezember 1965 – 13. Januar 1966 5 Wochen | 5                                                   | The Beatles                                         | Day Tripper / We Can Work It Out John Winston Lennon, Paul James McCartney                                                                        | –                         |
| 14. Januar 1966 – 20. Januar 1966 1 Woche | 1                                                   | The Spencer Davis Group                             | Keep On Running Wilfred Gerald Edwards | –                         |
| 21. Januar 1966 – 10. Februar 1966 3 Wochen | 3                                                   | The Overlanders                                     | Michelle John Winston Lennon, Paul James McCartney                                                                                                | –                         |
| 11. Februar 1966 – 10. März 1966 4 Wochen | 4                                                   | Nancy Sinatra                                       | These Boots Are Made for Walkin’ Lee Hazlewood | –                         |
| 11. März 1966 – 7. April 1966 4 Wochen | 4                                                   | The Walker Brothers                                 | The Sun Ain’t Gonna Shine Anymore Bob Crewe, Bob Gaudio                                                                                           | –                         |
| 8. April 1966 – 21. April 1966 2 Wochen | 2                                                   | The Spencer Davis Group                             | Somebody Help Me Wilfred Gerald Edwards | –                         |
| 22. April 1966 – 28. April 1966 1 Woche | 1                                                   | Dusty Springfield                                   | You Don’t Have to Say You Love Me Musik: Pino Donaggio; Originaltext: Vito Pallavicini; englischer Text: Simon Napier-Bell, Vicki Heather Wickham | –                         |
| 29. April 1966 – 19. Mai 1966 3 Wochen | 3                                                   | Manfred Mann                                        | Pretty Flamingo Mark Barkan | –                         |
| 20. Mai 1966 – 26. Mai 1966 1 Woche | 1                                                   | The Rolling Stones                                  | Paint It Black Mick Jagger, Keith Richards | –                         |
| 27. Mai 1966 – 16. Juni 1966 3 Wochen | 3                                                   | Frank Sinatra                                       | Strangers in the Night Musik: Bert Kaempfert; Text: Charles Singleton, Eddie Snyder                                                               | –                         |
| 17. Juni 1966 – 30. Juni 1966 2 Wochen | 2                                                   | The Beatles                                         | Paperback Writer John Winston Lennon, Paul James McCartney                                                                                        | –                         |
| 1. Juli 1966 – 14. Juli 1966 2 Wochen | 2                                                   | The Kinks                                           | Sunny Afternoon Raymond Douglas Davies | –                         |
| 15. Juli 1966 – 21. Juli 1966 1 Woche | 1                                                   | Georgie Fame & the Blue Flames                      | Getaway Clive Powell | –                         |
| 22. Juli 1966 – 28. Juli 1966 1 Woche | 1                                                   | Chris Farlowe and the Thunderbirds                  | Out of Time Mick Jagger, Keith Richards | –                         |
| 29. Juli 1966 – 11. August 1966 2 Wochen | 2                                                   | The Troggs                                          | With a Girl Like You Reg Presley | –                         |
| 12. August 1966 – 8. September 1966 4 Wochen | 4                                                   | The Beatles                                         | Yellow Submarine / Eleanor Rigby George Harrison / John Winston Lennon, Paul James McCartney                                                      | –                         |
| 9. September 1966 – 15. September 1966 1 Woche | 1                                                   | Small Faces                                         | All or Nothing Steve Marriott, Ronald Lane | –                         |
| 16. September 1966 – 20. Oktober 1966 5 Wochen | 5                                                   | Jim Reeves                                          | Distant Drums Cindy Walker | –                         |
| 21. Oktober 1966 – 10. November 1966 3 Wochen | 3                                                   | The Four Tops                                       | Reach Out I’ll Be There Brian Holland, Lamont Herbert Dozier, Eddie Holland                                                                       | –                         |
| 11. November 1966 – 24. November 1966 2 Wochen | 2                                                   | The Beach Boys                                      | Good Vibrations Brian Wilson, Mike E. Love | –                         |
| 25. November 1966 – 12. Januar 1967 7 Wochen | 7                                                   | Tom Jones                                           | Green, Green Grass of Home Curly Putman | –                         |

## Alben
| ← 1965 ← | Liste der Nummer-eins-Hits in den britischen Charts | Liste der Nummer-eins-Hits in den britischen Charts | Liste der Nummer-eins-Hits in den britischen Charts | 1967 →                    |
| \| Zeitraum \| Wo. ges. \| Interpret \| Titel \| Zusätzliche Informationen \| \| (Zeitraum, Wochen auf Platz eins, Interpret, Titel, zusätzliche Informationen) \| \| \| \| \| \| ------------------------------------------------------------------------------ \| -------- \| ------------------ \| ------------------ \| ------------------------- \| \| 19. Dezember 1965 – 12. Februar 1966 8 Wochen \| 8 \| The Beatles \| Rubber Soul \| – \| \| 13. Februar 1966 – 23. April 1966 10 Wochen (insgesamt 70) \| 70 \| (Soundtrack) \| The Sound of Music \| – \| \| 24. April 1966 – 18. Juni 1966 8 Wochen \| 8 \| The Rolling Stones \| Aftermath \| – \| \| 19. Juni 1966 – 6. August 1966 7 Wochen (insgesamt 70) \| 70 \| (Soundtrack) \| The Sound of Music \| – \| \| 7. August 1966 – 24. September 1966 7 Wochen \| 7 \| The Beatles \| Revolver \| – \| \| 25. September 1966 – 28. Januar 1967 18 Wochen (insgesamt 70) \| 70 \| (Soundtrack) \| The Sound of Music \| – \| |                                                     |                                                     |                                                     |                           |
| ← 1965 |                                                     |                                                     |                                                     | → 1967 →                  |
| Zeitraum | Wo. ges.                                            | Interpret                                           | Titel                                               | Zusätzliche Informationen |
| (Zeitraum, Wochen auf Platz eins, Interpret, Titel, zusätzliche Informationen) |                                                     |                                                     |                                                     |                           |
| 19. Dezember 1965 – 12. Februar 1966 8 Wochen | 8                                                   | The Beatles                                         | Rubber Soul                                         | –                         |
| 13. Februar 1966 – 23. April 1966 10 Wochen (insgesamt 70) | 70                                                  | (Soundtrack)                                        | The Sound of Music                                  | –                         |
| 24. April 1966 – 18. Juni 1966 8 Wochen | 8                                                   | The Rolling Stones                                  | Aftermath                                           | –                         |
| 19. Juni 1966 – 6. August 1966 7 Wochen (insgesamt 70) | 70                                                  | (Soundtrack)                                        | The Sound of Music                                  | –                         |
| 7. August 1966 – 24. September 1966 7 Wochen | 7                                                   | The Beatles                                         | Revolver                                            | –                         |
| 25. September 1966 – 28. Januar 1967 18 Wochen (insgesamt 70) | 70                                                  | (Soundtrack)                                        | The Sound of Music                                  | –                         |

Die Angaben basieren auf den offiziellen Verkaufshitparaden des Chart Information Networks für das Vereinigte Königreich. Die Datumsangaben beziehen sich auf das Gültigkeitsdatum der Charts, also jeweils die auf die Verkaufswoche folgende Woche.

## Jahreshitparaden
| ← 1965 ← | Liste der Nummer-eins-Hits in den britischen Charts | Liste der Nummer-eins-Hits in den britischen Charts | Liste der Nummer-eins-Hits in den britischen Charts | 1967 →   |
| \| Singles \| Position# \| Alben \| \| ------------------------------------------------------------------------------------------------- \| --------- \| -------------------------------------------- \| \| Distant Drums Jim Reeves Cindy Walker \| 1 \| The Sound of Music (Soundtrack) \| \| Strangers in the Night Frank Sinatra Musik: Bert Kaempfert; Text: Charles Singleton, Eddie Snyder \| 2 \| Revolver The Beatles \| \| Spanish Flea Herb Alpert Julius L. Wechter \| 3 \| Rubber Soul The Beatles \| \| Hold Tight Dave Dee, Dozy, Beaky, Mick & Tich Alan Tudor Blaikley, Kenneth Charles Howard \| 4 \| Aftermath The Rolling Stones \| \| Sloop John B The Beach Boys Traditional; Bearbeiter: Brian Douglas Wilson \| 5 \| Pet Sounds The Beach Boys \| \| These Boots Are Made for Walkin’ Nancy Sinatra Lee Hazlewood \| 6 \| Going Places Herb Alpert & the Tijuana Brass \| \| God Only Knows The Beach Boys Brian Douglas Wilson, Tony Asher \| 7 \| Best of the Beach Boys The Beach Boys \| \| Mama Dave Berry Mark Charron \| 8 \| Doctor Zhivago (Soundtrack) \| \| A Groovy Kind of Love Mindbenders Musik: Muzio Clementi; Text: Toni Wine, Carole Jill Bayer \| 9 \| Golden Hits Dusty Springfield \| \| Sunny Afternoon The Kinks Raymond Douglas Davies \| 10 \| Best of the Beach Boys The Beach Boys \| |                                                     |                                                     |                                                     |          |
| ← 1965 |                                                     |                                                     |                                                     | → 1967 → |
| Singles | Position#                                           | Alben                                               |                                                     |          |
| Distant Drums Jim Reeves Cindy Walker | 1                                                   | The Sound of Music (Soundtrack)                     |                                                     |          |
| Strangers in the Night Frank Sinatra Musik: Bert Kaempfert; Text: Charles Singleton, Eddie Snyder | 2                                                   | Revolver The Beatles                                |                                                     |          |
| Spanish Flea Herb Alpert Julius L. Wechter | 3                                                   | Rubber Soul The Beatles                             |                                                     |          |
| Hold Tight Dave Dee, Dozy, Beaky, Mick & Tich Alan Tudor Blaikley, Kenneth Charles Howard | 4                                                   | Aftermath The Rolling Stones                        |                                                     |          |
| Sloop John B The Beach Boys Traditional; Bearbeiter: Brian Douglas Wilson | 5                                                   | Pet Sounds The Beach Boys                           |                                                     |          |
| These Boots Are Made for Walkin’ Nancy Sinatra Lee Hazlewood | 6                                                   | Going Places Herb Alpert & the Tijuana Brass        |                                                     |          |
| God Only Knows The Beach Boys Brian Douglas Wilson, Tony Asher | 7                                                   | Best of the Beach Boys The Beach Boys               |                                                     |          |
| Mama Dave Berry Mark Charron | 8                                                   | Doctor Zhivago (Soundtrack)                         |                                                     |          |
| A Groovy Kind of Love Mindbenders Musik: Muzio Clementi; Text: Toni Wine, Carole Jill Bayer | 9                                                   | Golden Hits Dusty Springfield                       |                                                     |          |
| Sunny Afternoon The Kinks Raymond Douglas Davies | 10                                                  | Best of the Beach Boys The Beach Boys               |                                                     |          |